# SMS Kaiserin

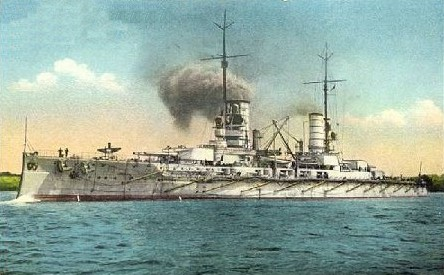
Briefkaart met afbeelding van de SMS Kaiserin

SMS Kaiserin ("Keizerin") was een Kaiser-klasse slagschip, gebouwd in Duitsland nog vóór dat de Eerste Wereldoorlog uitbrak, waar het bij de Hochseeflotte van de Duitse Kaiserliche Marine dienstdeed, tijdens de oorlog. Zij nam aan twee operaties deel: de Zeeslag bij Jutland en de Tweede Slag bij Helgoland.

## Carrière
SMS Kaiserin was het derde van vijf oorlogsschepen in de Kaiser-klasse en het enige schip dat de naam SMS Kaiserin kreeg. Het werd gebouwd door Howaldtswerke in Kiel, Duitsland.
Tijdens de Eerste Wereldoorlog werd SMS Kaiserin toegewezen aan het 3e Slagschipeskader samen met de Kaiser-klasse-zusterschepen.
Samen met zijn zusterschip SMS Kaiser voerde het een kort gevecht met de Britse slagkruiser HMS Repulse in de Tweede Slag bij Helgoland.
Het schip werd geïnterneerd in Scapa Flow totdat de Duitse bemanning het lieten zinken, zoals bijna alle andere schepen van de Duitse vloot, op 21 juni 1919.
Het wrak werd gelicht en gesloopt in 1937.

## SMS Kaiserin
- Bouwer: Howaldtwerke, Kiel
- Ontworpen: juli 1910
- Te water gelaten: 11 november 1911
- In dienst gesteld: 14 mei 1913
- Verloren gegaan: Tot zinken gebracht in Gutter Sound, Scapa Flow

### Algemene kenmerken
- Klasse en type: Kaiser-klasse slagschip
- Waterverplaatsing: 27.000 ton (maximaal)
- Lengte: 172,40 m (565,7 voet)
- Breedte: 29 m (95,2 voet)
- Diepgang: 9,10 m (29,10 voet)
- Vermogen: 41.533 pk
- Snelheid: 22 knopen (40,70 km/h)
- Reikwijdte: 7.900 zeemijl (12.710 km) aan 12 knopen (22 km/h)
- Bemanning: 1.048 officieren en matrozen

### Bewapening
- 10 x 305 mm (12") /50 kaliber kanonnen
- 12 x 88 mm (3,5") /45 kaliber kanonnen
- 5 x 50-cm torpedobuizen